# 세균성 이질
세균 이질(細菌痢疾, bacillary dysentery)은 입을 통해 감염된 이질균(Shigella spp.)에 의해 대장, 소장의 점막이 상하여 생기는 급성 수인성 전염병이다. 아메바에 의한 감염은 아메바성 이질이라 한다. 또, 변의 색에 따라 적리(赤痢) 또는 백리(白痢) 라고도 한다.

## 임상 증상
이질의 증상은 정도에 따라 다양하다. 심각하지 않을 경우에는 쉽게 회복되나, 심각한 급성감염의 경우 급격한 탈수증상과 독소중독으로 사망하는 경우도 있다. 수일의 잠복기를 거쳐 환자는 발열과 함께 묽은 설사를 하는데, 피나 곱이 섞인 설사를 하기도 한다. 복통과 긴장, 구토 등도 동반되며 대장 궤양 등이 유발된다.

## 치료와 예방
이질은 보통 비위생적인 곳에서 공동생활을 할 때 많이 발생하며, 위생상태를 개선하면 예방할 수 있다. 이질의 치료는 수액 요법을 통한 수분과 전해질 공급, 수혈 등으로 이루어지며, 테트라시클린 등의 항생제도 쓴다. 치료를 한다면 사망률은 낮다. 이질 보균자는 계속 이질균을 배출하므로 용변 처리를 잘 해야 하며 병이 다 나은 것 같아 보여도 보균자는 균을 계속 배출할 수 있기 때문에 격리되어야 한다. 이질은 위생상태가 낮은 후진국 열대지방 등의 수용소 같은 곳에서 집단발병한다. 따라서 이질의 가장 효과적인 예방책은 위생상태 개선이다.

## 같이 보기
- 이질
- 이질균